# Copa Centroamericana 2014
Copa Centroamericana 2014 – trzynasta edycja turnieju piłkarskiego o miano najlepszej reprezentacji zrzeszonych w UNCAF jednej z podstref konfederacji CONCACAF. Turniej rozegrano w Stanach Zjednoczonych w dniach 3-13 września 2014. Cztery najlepsze zespoły kwalifikowały się do Złotego Pucharu CONCACAF 2015. Zwycięzca turnieju kwalifikował się do Copa América Centenario, jubileuszowego turnieju Copa América, który odbył się w Stanach Zjednoczonych w 2016 roku.
W styczniu 2013 r. UNCAF wstępnie ogłosiła, że turniej odbędzie się w Stanach Zjednoczonych, w szczególności w Kalifornii i Teksasie. Eduardo Li, Prezydent kostarykańskiego związku piłki nożnej i wiceprzewodniczący UNCAF powiedział, że turniej ma być zorganizowany z okazji 25 lat UNCAF. W styczniu 2014 roku oficjalnie ogłoszono, że turniej się odbędzie i zostanie rozegrany we wrześniu tegoż samego roku.
Prezydent UNCAF Rafael Tinocco powiedział, że turniej odbędzie się we wrześniu, ponieważ "Wrzesień jest miesiącem niepodległości", oraz we wrześniu jest dziewięć dni w kalendarzu FIFA, który umożliwi krajowym federacjom wybranie swoich najlepszych zawodników. Tinocco stwierdził również, że konkurencja odbywać się będzie poza obszarem Ameryki Środkowej i gospodarzem będą Stany Zjednoczone ze względu na "czynnik pieniężny".

## Stadiony
| RFK Stadium                                                                           | RFK Stadium          | Cotton Bowl                   | Cotton Bowl                   |
| Pojemność: 56 692                                                                     | Pojemność: 56 692    | Pojemność: 92 200             | Pojemność: 92 200             |
|                                                                                       |                      |                               |                               |
| WaszyngtonDallasHoustonLos Angeles Miasta-organizatorzy na mapie Stanów Zjednoczonych |                      |                               |                               |
| Houston                                                                               | Houston              | Los Angeles                   | Los Angeles                   |
| BBVA Compass Stadium                                                                  | BBVA Compass Stadium | Los Angeles Memorial Coliseum | Los Angeles Memorial Coliseum |
| Pojemność: 22 000                                                                     | Pojemność: 22 000    | Pojemność: 93 607             | Pojemność: 93 607             |
|                                                                                       |                      |                               |                               |

## Turniej finałowy
Źródło:

### Faza Grupowa
Legenda:
| Awans do półfinału |
| Mecz o 3. miejsce  |
| Mecz o 5. miejsce  |

#### Grupa A
| Zespół    | Pkt | M | W | R | P | Br+ | Br− | +/− |
| --------- | --- | - | - | - | - | --- | --- | --- |
| Gwatemala | 9   | 3 | 3 | 0 | 0 | 6   | 2   | +4  |
| Salwador  | 6   | 3 | 2 | 0 | 1 | 4   | 2   | +2  |
| Honduras  | 3   | 3 | 1 | 0 | 2 | 2   | 3   | -1  |
| Belize    | 0   | 3 | 0 | 0 | 3 | 1   | 6   | -5  |

| 3 września 2014 19:30 UTC-05:00 | Honduras · James 35' (sam.) · Smith 37' (sam.) | 2 : 0(2:0)Raport | Belize | RFK Stadium, Waszyngton Widzów: 20 516 Sędzia: Sandy Vásquez |
|                                 |                                                |                  |        |                                                              |

| 3 września 2014 21:30 UTC-05:00 | Salwador · Burgos 69' | 1 : 2(0:1)Raport | Gwatemala · 26', 64' Pappa | RFK Stadium, Waszyngton Widzów: 20 516 Sędzia: Jair Marrufo |
|                                 |                       |                  |                            |                                                             |

| 7 września 2014 18:00 UTC-06:00 | Gwatemala · Ruiz 26' · Ávila 51' | 2 : 1(1:0)Raport | Belize · 80' McCaulay | Cotton Bowl, Dallas Widzów: 20 156 Sędzia: Roberto Moreno |
|                                 |                                  |                  |                       |                                                           |

| 7 września 2014 20:00 UTC-06:00 | Honduras | 0: 1(0:0)Raport | Salwador · 67' Menjívar | Cotton Bowl, Dallas Widzów: 20 156 Sędzia: Jeffrey Solís |
|                                 |          |                 |                         |                                                          |

| 10 września 2014 19:00 UTC-06:00 | Salwador · Burgos 48' · Álvarez 69' | 2 : 0(0:0)Raport | Belize | BBVA Compass Stadium, Houston Widzów: 19 287 Sędzia: Sandy Vásquez |
|                                  |                                     |                  |        |                                                                    |

| 10 września 2014 21:00 UTC-06:00 | Honduras | 0 : 2(1:0)Raport | Gwatemala · 37', 80' Pappa | BBVA Compass Stadium, Houston Widzów: 19 287 Sędzia: Roberto García Orozco |
|                                  |          |                  |                            |                                                                            |

#### Grupa B
| Zespół    | Pkt | M | W | R | P | Br+ | Br− | +/− |
| --------- | --- | - | - | - | - | --- | --- | --- |
| Kostaryka | 4   | 2 | 1 | 1 | 0 | 5   | 2   | +3  |
| Panama    | 4   | 2 | 1 | 1 | 0 | 4   | 2   | +2  |
| Nikaragua | 0   | 2 | 0 | 0 | 2 | 0   | 5   | -5  |

| 3 września 2014 17:30 UTC-05:00 | Kostaryka · Borges 39' (k) · Ureña 49' · Venegas 86' | 3 : 0(1:0)Raport | Nikaragua | RFK Stadium, Waszyngton Widzów: 20 516 Sędzia: Héctor Francisco Rodríguez |
|                                 |                                                      |                  |           |                                                                           |

| 7 września 2014 16:00 UTC-06:00 | Kostaryka · Johan Venegas 81' · Borges 87' (k) | 2 : 2(0:0)Raport | Panama · 51' Pérez · 71' Nurse | Cotton Bowl, Dallas Widzów: 20 156 Sędzia: Joel Aguilar |
|                                 |                                                |                  |                                |                                                         |

| 10 września 2014 17:00 UTC-06:00 | Panama · Pérez 81' · Torres 82' | 2 : 0(0:0)Raport | Nikaragua | BBVA Compass Stadium, Houston Widzów: 19 287 Sędzia: Walter López Castellanos |
|                                  |                                 |                  |           |                                                                               |

### Faza Pucharowa

#### Mecz o 5. miejsce
| 13 września 2014 15:00 UTC-08:00 | Honduras · Lozano 45+1' | 1 : 0(1:0)Raport | Nikaragua | Los Angeles Memorial Coliseum, Los Angeles Widzów: 41 969 Sędzia: Joel Aguilar |
|                                  |                         |                  |           |                                                                                |

#### Mecz o 3. miejsce
| 13 września 2014 18:00 UTC-08:00 | Salwador | 0 : 1(0:1)Raport | Panama · 5' Torres | Los Angeles Memorial Coliseum, Los Angeles Widzów: 41 969 Sędzia: Jair Marrufo |
|                                  |          |                  |                    |                                                                                |

#### Finał
| 13 września 2014 21:00 UTC-08:00 | Gwatemala · Ruiz 25' (k) | 1 : 2(1:1)Raport | Kostaryka · 29' Ruiz · 56' Bustos | Los Angeles Memorial Coliseum, Los Angeles Widzów: 41 696 Sędzia: Roberto Moreno |
|                                  |                          |                  |                                   |                                                                                  |

## Strzelcy
4 gole
- Marco Pappa

2 gole
- Carlos Ruiz
- Celso Borges
- Johan Venegas
- Blas Pérez
- Román Torres
- Rafael Burgos

1 gol
- Deon McCaulay
- Marvin Ávila
- Anthony Lozano
- Juan Bustos
- Bryan Ruiz
- Marco Ureña
- Roberto Nurse
- Arturo Alvarez
- Richard Menjivar

gole samobójcze
- Jeromy James (dla Hondurasu)
- Elroy Smith (dla Hondurasu)